# 國民徵用令
《國民徵用令》是由大日本帝国內閣總理大臣近卫文麿於1939年7月8日颁布的勅令，作為《國家總動員法》的补充。它授权政府征召文职人员投入战略性國防工業勞動，只有身体残疾或智障的人才能豁免被征召。
该计划由厚生省组织实施，高峰时期有160万名男女被征召，450万名原本就從事軍工生產的工人被重新劃分為被征召者，因此他們不能辞去工作。1945年3月，该条例被《国民勤勞動員令》所取代，而该法又在日本投降后于1945年12月20日被駐日盟軍總司令废除。